# کریستینا کریپنا
کریستینا کریپنا (انگلیسی: Krystyna Cherepenina؛ زادهٔ ۲۱ نوامبر ۱۹۹۱) ژیمناست ریتمیک اهل اوکراین است.